# Альбрехт II (граф Габсбург)
А́льбрехт II (нем. Albrecht II; умер 14 июля 1140) — граф Габсбург с 1082, представитель дома Габсбургов, сын Вернера I, графа Габсбург, и Регинлинды.

## Биография
Около 1055 года или раннее, дядя Альбрехта Оттон I был убит. Оттон был земским фогтом Мури, и после его смерти новым фогтом стал его племянник Альбрехт II.
В 1082 году отец Альбрехта Вернер I отрёкся от графства Габсбург в пользу своих сыновей Оттона II и Альбрехта, разделивших графство между собой, а сам стал управлять аббатством в Мури.
Оттон был убит 8 ноября 1111 года в Баденхайме неким дворянином, Хессо фон Юзенбергом. Его брат Альбрехт II в то время правил частью графства Габсбург, а территория, которой владел Оттон, перешла к его сыну Вернеру II. Сам Альбрехт вместе со своей женой Юдентой фон Ортенбург-Хирлинген не имел детей, и когда он скончался в 1140 году, ему наследовал его племянник Вернер II.